# آتشگاه (اردبیل)

روستای آتشگاه از توابع بخش سبلان در 7 کیلومتری شمال شهرستان سرعین استان اردبیل در مسیر روستای ارجستان واقع شده است. این روستا از باستانی‌ترین مکان‌های شهر سرعین و استان است که  نشان از رونق این منطقه در دوران‌های تاریخی گذشته ایران و منطقه آذربایجان می‌باشد  که بر اساس اسناد تاریخی این مکان از مراکز مهم و مقدس آیین زرتشتی در دوران ساسانی بوده است.
آتشکده « آذر فریق » بر فراز تپه ای باستانی در این روستا قرار گرفته است که هم اکنون ویرانه‌های آن پابرجاست که نمایان‌گر فرهنگ و تاریخ غنی این منطقه ، آذربایجان و ایران زمین است.در این روستا مقبره ی امامزاده‌ای بر روی تپه‌ای واقع است که به علت سفید رنگ بودن این مقبره این روستا به آغ مام (امامزاده ی سفید) نیز مشهور گشته است. آبمعدنی گوزسویی :در محوطه‌ی مسجدی که در پایین امامزاده عبد الله واقع گشته قرار دارد.
این تپه باستانی هرچند براثر عوامل طبیعی و ساخت و سازهای اطراف آتشکده بتدریج در حال از بین رفتن است اما بصورت تپه ای مرتفع در داخل روستا به وضوح نمایان است . این آتشکده بر اساس اسناد تاریخی از مراکز مهم و مذهبی زرتشتیان بخصوص در دوران ساسانیان بوده است .
روستای آتشگاه یا آغ امام در غرب شهر اردبیل در فاصله ۲۵ کیلومتری قرار دارد. این روستا با نام باستانی خود که به معنای "محل آتش" است، ریشه در دوران  دوره ساسانیان (224-651 میلادی) دارد. در روستای آتشگاه با ایستادن به سمت شهر اردبیل، کوه سبلان روبروی شما قرار می‌گیرد.
روستای آتشگاه محل دفن امامزاده عبدالله از نوادگان حضرت موسی بن جعفر(ع) است. نام قدیمی این روستا «آق مام» یا آغ مام (یا آقا امام) به معنای گنبد سپید می‌باشد
.این روستا دارای دو گورستان می‌باشد؛ گورستان قدیمی در مرکز روستا (دیگر برای به خاک سپاری مورد استفاده قرار نمی‌گیرد) و گورستان جدید در اطراف امامزاده‌ای بر روی تپه‌ای سرسبز قرار گرفته‌اند.به احتمال قوی نام قدیم این روستا بر گرفته از همین امامزاده می‌باشد.
این روستا یکی از پرآب‌ترین روستاهای اطراف خود می‌باشد و چراگاه‌ها و زمین‌های مزروعی سر سبز و پر حاصلی دارد. تعدا زیادی از اهالی روستا از سادات منتسب به امام موسی بن جعفر هستند و جمعیت روستا در آخرین سرشماری 1047 نفر می‌باشد.